# Церква Співстраждання Божої Матері (Малий Говилів)
Церква Співстраждання Божої Матері в Малому Говилові — парафія і храм греко-католицької громади Теребовлянського деканату Тернопільсько-Зборівської архієпархії Української греко-католицької церкви в селі Малий Говилів Чортківського району Тернопільської области.

## Історія церкви
Парафія утворена в 1991 році, і з того часу належить до УГКЦ. Храм збудували у 1997 році завдяки пожертвам громади села. Його освятив о. митрат Василій Семенюк.
У 2000 році парафію з візитацією відвідав єпископ Михаїл Сабрига.
При парафії діють такі спільноти:
- Братство «Апостольство молитви».
- Марійська і Вівтарна дружини.

На території парафії встановлено дві фігури та хрест на честь скасування панщини. У власності парафії перебуває 1,5 га землі.

## Парохи
- о. Михаїл Новіцький,
- о. Олексій Полівчак,
- о. Степан Манорик,
- о. Микола Цибульський (з 1996).